# Dora Fanny Rittmeyer
Dora Fanny Rittmeyer (Sankt Gallen, 16 juni 1892 - aldaar, 1 maart 1966) was een Zwitserse kunsthistorica. Ze staat bekend om haar onderzoek naar de Zwitserse edelsmeedkunst.

## Biografie
Dora Fanny Rittmeyer was een dochter van Ludwig Rittmeyer en van Fanny Meyer. Ze was een zus van Ludwig Rittmeyer. Ze behaalde een lerarendiploma in Genève en een brevet als lerares secundair onderwijs voor Frans in Sankt Gallen. Nadien volgde ze een teken-, schilder en toegepaste kunstenopleiding in Sankt Gallen en later in München. Vanaf 1930 verrichtte ze met de steun van Adolf Fäh, de bibliothecaris van de abdij van Sankt Gallen, grootschalig onderzoek naar de edelsmeedkunst in noordelijk, oostelijk en centraal Zwitserland. Ze groeide uit tot een specialiste in deze materie. In 1943 verkreeg ze een eredoctoraat aan de Universiteit van Bern en in 1957 werd ze het eerste vrouwelijke erelid van de Historischer Verein des Kantons St. Gallen.

## Onderscheidingen
- Doctor honoris causa in de letteren aan de Universiteit van Bern (1943)
- Erelid van de Historischer Verein des Kantons St. Gallen (1957)

## Werken
- (de)  Geschichte der Luzerner Silber- und Goldschmiedekunst von den Anfängen bis zur Gegenwart, 1941.
- (de)  "Wie ich zu meinen kunsthistorischen Studien kam" in Schweizer Frauenblad, 10 december 1943.